# Чорні діри і молоді Всесвіти та інші лекції
Чорні діри і молоді Всесвіти та інші лекції (англ. Black Holes and Baby Universes and Other Essays) — науково-популярна книга британського астрофізика Стівена Гокінга, видана в 1993 році. Це збірка статей і публічних виступів 1976—1992 років з питань філософії науки, космології. Крім того, подано автобіографічні нариси про дитинство автора, його навчання та боротьбу з невиліковною хворобою. Також до книжки включено інтерв'ю зі Стівеном Гокінгом.

## Список нарисів
- Дитинство — автобіографічний нарис
- Оксфорд та Кембридж — автобіографічний нарис
- Моя історія хвороби — виступ на медичній конференції (1987)
- Ставлення суспільства до науки — науково-популярний нарис
- Коротка історія «Короткої історії» — стаття, опублікована в The Independent (1988)
- Моя позиція — науково-популярне есе
- Чи видно кінець теоретичної фізики? — лекція, прочитана в Кембриджському університеті (1980)
- Мрія Ейнштейна — лекція, прочитана в Токіо (1991)
- Походження Всесвіту — лекція, прочитана в Кембриджському університеті (1987)
- Квантова механіка чорних дір — стаття, опублікована в Scientific American (1977)
- Чорні діри та молоді Всесвіти — лекція, прочитана в Каліфорнійському університеті в Берклі (1988)
- Чи все обумовлено? — лекція, прочитана в Кембриджському університеті (1990)
- Майбутнє Всесвіту — лекція, прочитана в Кембриджському університеті (1991)
- «Диски безлюдного острова» — інтерв'ю для передачі BBC (1992)

## Українські видання
- Стівен Гокінґ. Чорні діри і молоді Всесвіти та інші лекції. — Книжковий клуб «Клуб Сімейного Дозвілля», 2019. — 160 с. — ISBN 978-617-12-6853-1. (Перекладач Ярослав Лебеденко)
- Стівен Гокінґ. Чорні діри і молоді Всесвіти та інші лекції. — Книжковий клуб «Клуб Сімейного Дозвілля», 2023. — 160 с. — ISBN 978-617-12-9900-9. (Перекладач Ярослав Лебеденко)